# Nhóm ngôn ngữ Benue-Congo
Nhóm ngôn ngữ Benue-Congo (đôi khi được gọi là Benue Đông-Congo) là một phân nhóm chính của ngữ hệ Niger-Congo, hiện diện hầu như khắp châu Phi hạ Sahara.
Nhóm này bao gồm 938 ngôn ngữ được nói bởi chừng 550 triệu người.
Nó bao gồm hai nhánh chính:
- Nhóm ngôn ngữ Niger Trung (hoặc Platoid), được nói chủ yếu ở Nigeria
- Nhóm ngôn ngữ Bantoid–Cross, được nói ở Nigeria, Cameroon và hầu hết châu Phi hạ Sahara, vì chúng có chứa các ngôn ngữ Bantu (thông qua nhánh Nam Baltoid).

## Phân nhóm

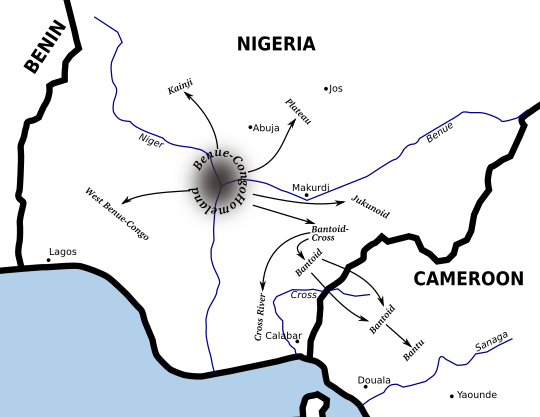
Quê hương nhóm ngôn ngữ Benue-Congo và sự phân tán các nhánh

Phân nhóm Niger Trung (hoặc Platoid) có các nhóm Plateau, Jukunoid và Kainji; còn phân nhóm Bantoid–Cross tạo thành từ nhóm Bantoid, Dakoid và Cross River.
Các nhánh của nhóm ngôn ngữ Benue-Congo như sau: (số ngôn ngữ kèm theo) 

|  | Bantoïd (700)    |
|  |                  |
|  | Dakoid (4)       |
|  |                  |
|  | Cross River (68) |
|  |                  |

|  | Jukunoid (20)      |
|  |                    |
|  | Niger Plateau (46) |
|  |                    |
|  | Kainji (58)        |
|  |                    |

|  | Bantoïd (700)    |
|  |                  |
|  | Dakoid (4)       |
|  |                  |
|  | Cross River (68) |
|  |                  |

|  | Jukunoid (20)      |
|  |                    |
|  | Niger Plateau (46) |
|  |                    |
|  | Kainji (58)        |
|  |                    |

Tiếng Ukaan cũng liên quan đến nhóm ngôn ngữ Benue-Congo; Roger Blench nghi ngờ đây có thể là ngôn ngữ Benue (Đông)-Congo khác biệt nhất hoặc là họ hàng gần với Benue-Congo.
Tiếng Fali và tiếng Tita cũng có thể thuộc nhóm Benue-Congo nhưng không được phân loại. 